# Khayzuran
Khayzuran, eller Al-Khayzuran bint Atta, död 789, var först konkubin och sedan hustru till den tredje abbasidiska kalifen Al-Mahdi (regerade 775–785), och mor till den fjärde kalifen Al-Hadi (död 786) och den femte kalifen Harun al-Rashid (död 809). Hon anses allmänt ha utövat stort inflytande över politiken under sin makes och sina två söners regeringstid mellan 775 och 789. 

## Biografi
Khayzuran föddes fri i Jorash i Jemen, och fördes sedan av en beduin till Mecka, där hon såldes till kalifens harem i Bagdad som slavkonkubin. Detta trots att islam endast tillät icke muslimer att säljas som slavar. I Bagdad gavs hon som gåva av kalifen Al-Mansur till hans son Al-Mahdi. 

### Konkubin
Hon kom att bli Al-Mahdis favoritkonkubin, kallad jarya eller jawari. Enligt muslimsk lag kunde en man endast ha fyra hustrur, men detta gällde endast fria muslimska kvinnor: han kunde ha hur många icke muslimska kvinnor som helst som slavkonkubiner, eftersom icke muslimer inte hade samma rättigheter som muslimer, och i Bagdad rådde under denna tid en enorm handel med kvinnor till haremen, som utbildades i poesi, teologi, sång och musik för att uppnå ett så högt pris som möjligt. Det är oklart hur det kunde komma sig att Khayzuran var en slav trots att hon uppenbarligen var född muslim och alltså inte borde ha fått vara slav enligt lag, men detta tycks ändå ha förekommit. Khayzuran utbildade sig grundligt i en rad ämnen, så som sång, musik, matematik, astrologi och infiqh (religiös lära) av de mest framstående qadi för att kunna underhålla Al-Mahdis intresse.  
Khayzuran lyckades besegra sin främsta rival, sångerskan Maknuna, och bli Al-Mahdis favorit. Hon lyckades också få honom att gifta sig med henne. Slutligen lyckades hon få Al-Mahdi att degradera sin första maka och kusin, prinsessan Rayta, dotter till den förste kalifen Al-Saffah, och utnämna hennes söner med honom till tronarvingar istället för sin första hustrus. Detta var något av en kupp, eftersom dåvarande islams lag förbjöd en monark att utnämna en son till en slav till tronarvinge. 
År 775, samma år som Al-Mahdi blev kalif, frigav han Khayzuran och utnämnde han deras äldste son till tronarvinge; 782 utnämnde han också deras andre son till näst på tur i tronföljden, båda gånger på hennes begäran. Paret fick också en dotter, Banuqa, som fadern klädde ut som pojke för att kunna föra med sin på resor; när hon avled ung upprörde han hovet genom att tvinga dem att kondolera honom, något som normalt inte gjordes ifråga om en dotter, ens för en prinsessa. Under sin makes regeringstid tilläts Khayzuran att kalla till audienser och ta emot ämbetsmän och politiker på sina rum, något som inte var normalt i den muslimska världen, där kvinnor annars levde isolerade i haremet, och diskutera och fatta beslut kring politiska frågor.    
Hon hämtade sin mor, två systrar och två bröder till Bagdad: hennes syster Salsal gifte sig med prins Ja'far (hennes dotter Zubaidah bint Ja`far blev sedan Khayzurans svärdotter), och hennes bror Ghatrif utnämndes till guvernör i Jemen.

### Al-Hadis regeringstid
Vid Al-Mahdis död 785 blev hon kalifens mor när hennes äldste son Al-Hadi blev kalif. Hennes två söner var bortresta när kalifen själv avled under en expedition mot Tabaristan med sin son Harun, som återvände till Bagdad för att tala om vad som hade hänt. Khayzuran sammankallade visirerna och gav order om att armén genast skulle få ut sin innestående lön för att förhindra oroligheter och säkerställa lugn inför tronskiftet. Tillsammans ordnade sedan Khayzuran och Harun att ämbetshavarna svor trohet till hennes son Al-Hadi i hans frånvaro. Det tog trettio dagar innan hennes son hann fram till Bagdad, under vilka en del soldater ställde till upplopp och stormade fängelserna och attackerade visir al-Rabis hus. Khayzuran tillkallade ministrarna al-Rabi och Yahya al-Barmaki för konferens, varav den sistnämnde vägrade inställa sig: när hennes son fick höra talas om det, hotade han dock al-Rabi med döden för att ha vågat inträda i haremet. 
Under sin sons regeringstid fortsatte Khayzuran enligt uppgift att ta emot ministrar och konferera med dem om statens affärer, men hennes son var mindre benägen att tillåta detta än sin far. Han motsatte sig också att hans bror skulle vara hans tronarvinge, och ville istället utnämna sin egen son Ja'far till denna post. Han försökte utesluta sin henne från statens affärer och anmodade henne att enbart ägna sig åt böner med argumentet att det inte är kvinnors roll att lägga sig i politik. Hon vägrade dock att sluta ägna sig åt politik. Konflikten kom snart i öppen dager när hon lade fram en begäran på uppdrag av en viss Abdallah Ibn Malik och, när sonen vägrade svara, öppet krävde ett svar. Han skällde då ut henne offentligt, förklarade öppet vad han tyckte om kvinnor som ägnade sig åt politik och förklarade att han hädanefter skull avrätta alla som vände sig till henne i politiska frågor och sade åt henne att ägna sig åt att hushållsbestyr och läsning av koranen istället. Han kallade samman sina generaler och frågade dem vem som ville höra sin mor bli omtalad. Ingen av de tillfrågade ville höra något om sin mor, eftersom muslimsk kultur sade att en kvinna inte skulle bli offentligt omtalad. Han frågade dem då varför de ständigt bsökte hans mor och talade med henne, för att illustrera att han inte ville att hans mor skulle leva ett offentligt liv och umgås med män. 
Strax efter denna incident avled Al-Hadi. Khayzuran utpekas som hans mördare. Enligt en version för att hon upptäckte att han planerade att mörda hennes yngste son, enligt en annan sedan han försökt förgifta henne själv. 

### Harun al-Rashids regeringstid
Khayzuran placerade sedan sin andre son Harun al-Rashid på tronen som kalif. Hennes relation till sin yngre son var mycket god, och Harun al-Rashid ska ha älskat och respekterat henne djupt. 
Han lät henne också delta i regeringsangelägenheterna och styra kalifatet vid hans sida som informall medregent och rågivare, liksom hans far förut hade gjort. Han erkände öppet hennes politiska förmåga och demonstrerade offentligt att en muslimsk man inte behövde skämmas för att dela makt med en kvinna, om hon hade en sådan begåvning som Khayzuran. Hon innehade dock aldrig någon slags formell ställning, utan hennes politiska makt var stor helt enkelt därför att hennes son kalifen tillät henne att utöva den. Under hans regeringstid anses hon ha spelat stor roll för de beslut som fattades i kalifatet, även om det är outrett exakt vilka beslut hon tog och vilka hennes son ansvarade för. 
Vid hennes död 789 bröt hennes son Harun al-Rashid mot alla de regler som sade att han inte skulle visa sin sorg öppet, och demonstrerade den istället genom att följa kistan till fots till begravningen och be på marken på kyrkogården, vilket väckte stort uppseende.